# Svatopluk Kasalý
Svatopluk Kasalý (26. května 1944 Pelhřimov – 11. května 2021 Třešť) byl český sklářský výtvarník a významný šperkař 20. století.

## Život
Narodil se jako dvojče s bratrem Horymírem v Pelhřimově, Marii a Janu Kasalým. Společně s rodiči a třemi bratry žil v rodinném domě na Malém náměstí v Třešti.
V letech 1958–1961 se vyučil v oboru sklenář se specializací výtvarného zasklívání do olova u prof. Oldřicha Urbana v odborném učilišti ve Vidnavě. V letech 1961–1965 studoval na Střední uměleckoprůmyslové škole sklářské v Železném Brodě u prof. Stanislava Libenského a Jana Novotného obory malované a pískované sklo. Kvůli tíživé finanční situaci v rodině nemohl pokračovat ve studiu na VŠUP a v letech 1966-1967 absolvoval povinnou vojenskou službu. Pracoval pak do konce 70. let pro podnik Železnobrodské sklo na Pelechově v provozu leptání skla, kde byly realizovány zejména zakázky pro architekturu. V Železném Brodě si zřídil i vlastní ateliér a brusičskou dílnu. Jeho talent brzy rozpoznali kurátoři sbírek skla a v roce 1971 byly jeho práce vybrány za ČSSR na prestižní výstavní přehlídku současného evropského šperku Internationale Schmuckschau v německém Mnichově. V následujícím roce poprvé samostatně vystavoval roku 1972 v Moravské galerii v Brně. Kasalý byl roku 1976 jedním ze dvou autorů z tehdejšího Československa, kterého vybral Ralph Turner na prestižní výstavu Jewellery in Europe ve Victoria & Albert Museum v Londýně. Jeho šperk na fotografii Tarase Kuščynského tvořil motiv plakátu výstavy.
Roku 1982 navštívil USA při příležitosti své výstavy ve White Gallery v Seattlu. Byl členem Spolku výtvarných umělců Vysočiny. 
Svatopluk Kasalý zemřel v Třešti 11. května 2021.

### Osobní život
Svatopluk Kasalý se po studiích usadil v Železném Brodě, zde se poprvé oženil v roce 1966 s Janou Kasalovou. V tomto manželství se narodily dcery Jana Kasalová (výtvarnice) (*1974) a Kamila (*1977). V roce 1983 se vrátil do rodného domu v Třešti s druhou manželkou Evou Kasalou a v roce 1984 se jim narodil syn Adam.

## Dílo

### Šperky
Svatopluk Kasalý začal kromě samostatných skleněných objektů a realizací skleněných mozaik a vitráží pro architekturu vytvářet vlastní šperky kolem poloviny 60. let, po bravurním zvládnutí široké škály sklářských technik. Od přelomu šedesátých a sedmdesátých let vytvářel skleněné přívěsky základních geometrických tvarů převážně z čiré skloviny, s vybroušenými organicky tvarovanými liniemi nebo jemnými bublinkami. Po roce 1970 jako konstrukční součást šperku čiré a barevné sklo vybroušené do čistých tvarů a linií.  Kasalého šperky jsou charakteristické vypjatými liniemi zvýrazňujícími kontrast a světlo, dynamikou odkazující na křivky ženského těla. Montáž z barevného kovu pokrývá vrstvou rhodia nebo zlata, které jí propůjčuje chladný stříbřitý nebo zlatavý lesk. 
Jeho šperky jsou navrženy pro nahé ženské tělo jako náhrdelník nebo ozdoba paže či nohy, ale mohou být i rozměrnou plastikou, která obtáčí krk a zasahuje až k pasu nebo na záda jako body art. Originální šperky Svatopluka Kasalého fotografoval zprvu Jiří Erml a po jeho emigraci např. Taras Kuščynskyj nebo Gabriel Urbánek, kteří je aranžovali jako součást ženských aktů. Kasalého luxusní šperky inspirované ženským tělem jsou nadčasové a pro svůj sochařský charakter mohou sloužit i jako interiérové doplňky. Jejich vytříbeně vybrané tvary v sobě snoubí křehkost, brilanci a hluboký vnitřní prostor skloviny s přirozeně se vlnícími exaktními liniemi lesklého kovu a jsou svým výrazem unikátně nadčasové.
Po roce 1990 spolupracoval Kasalý se svou dcerou Janou Kasalovou, která k některým autorovým šperkům navrhla a realizovala dlouhé šaty a kostýmy citlivě podporující vyznění šperku.
Kasalý vytvořil i celoskleněné broušené náramky bez kovové montáže. V oblasti českého skleněného šperku byl nejvýraznější osobností 70. let a jeho šperky byly prezentovány i v cizojazyčných publikacích.

### Práce pro architekturu
První velkou realizací Svatopluka Kasalého byly dvě rozměrné stěny z leptaných skleněných tabulí ve vstupním prostoru podnikového ředitelství Železnobrodské sklo (1966-1967) (dnes firma Detesk). V 70. letech navázal spolupráci s architekty ze Stavoprojektu v Jihlavě. Ve svých návrzích využíval zejména tabulové sklo dotvořené leptáním nebo malbou, ale nevyhýbal se ani sklu tvarovanému do podoby trubic nebo tyčí, které uplatnil v plastických interiérových prvcích, doplněných nosnou kovovou konstrukcí z nerezové oceli. Kromě interiérových skleněných plastik, dělicích stěn, stropních podhledů, svítidel nebo velkoplošných obrazů navrhoval také velkoplošné skleněné mozaiky, které  pak většinou realizoval se svou ženou Evou Kasalou.

### Realizace, výtvarné práce v architektuře
- 1965 – Střední průmyslová škola stavební v Liberci – rubínová stěna; Skloexport Liberec – rubínová stěna
- 1966–1967 podnikové ředitelství ŽBS – vstupní část, leptané sklo a kov
- 1973 – Žákovský domov SUPŠ sklářské v Železném Brodě – vstupní část, leptané sklo
- 1975 – Obřadní středisko v Hradci Králové, kov a sklo; Obřadní středisko v Třebíči – vstupní část, leptané sklo; Obřadní středisko v Třešti – vstupní část, skleněná mozaika, leptané sklo; ŽDS v Hradci Králové – vstupní reliéf, hliník a smalt; Vojenské výpočetní středisko v Bystřici pod Hostýnem – skleněné pískované okno, tónovaný zdvojený elektrofloat
- 1979 – reliéf na budově zdravotního střediska v Hradci Králové, nerez, smalt; Hotel Jihlava v Jihlavě – skleněný sloup, lustr, svítidlo; Knihovna, čítárna, sídliště Březinovy sady v Jihlavě – skleněný reliéf, pískovaný vrstvený elektrofloat, leštěný hliník
- 1982 – SČBS Znojmo, skleněná plastika, sklo, nerez; Hotel ve Znojmě – skleněná vitráž, pískované vrstvené sklo
- 1982 – Interiér restaurace v Třebíči – skleněná vitráž, pískované vrstvené sklo; Nemocnice Jihlava- skleněná mozaika, 8 kruhů, ∅ 210 cm; Zdravotní středisko ve Stonařově – skleněná mozaika, 12 m²
- 1984 – Zakázková místnost Východočeských tiskáren v Havlíčkově Brodě – skleněná světelná vitráž, 200 × 80 × 80 cm; ZŠ Brtnice – skleněná mozaika, 32 m²; Vývoj Třešť – učňovský domov – skleněná mozaika, 15 m²
- 1985 Jihlava – 2 skleněné mozaiky; Obchodní centrum v Třebíči – skleněná mozaika, 12 m²; Ředitelství plynáren Jihlava, skleněná vitráž, pískované sklo, elektrofloat, 22 m²; Zasedací místnost ředitelství Modeta Jihlava – skleněná mozaika, ∅ 200 cm
- 1986 Hotel Zlatá hvězda v Jihlavě – skleněná mozaika natavená na skle, 11 m²; Žákovský domov Modeta Jihlava – vstupní prostor – skleněná mozaika natavená na skle, 12 m²; ČKD Blansko – učňovský domov – skleněná mozaika ve vstupním prostoru, 60 m²; Teplotechna Praha – skleněná vitráž do pracovny generálního ředitele, pískované vrstvené sklo, 200 × 250 cm
- 1988 – Vstupní část knihovny v Třešti – skleněná mozaika, 21 m²
- 1989 – Dům služeb v Třebíči – 320 × 80 × 80 cm
- 1990 – Nástupní prostor SOUZ, Znojmo – okno, natavená skleněná mozaika, 12 m²
- 1992 – Vítěz anonymní soutěže na fontánu pro hlavní kolonádu – jodové lázně, Klimkovice, ∅ 6 m, výška 7 m
- 2008 – ICOM transport a.s. – skleněné mozaiky do interiéru ředitelství 40m², fontána do vstupní haly ředitelství ICOM transport
- 2013 – Hudební škola v Jihlavě – světelný strop – skleněná mozaika 20 m² – koncertní sál

## Výstavy

### Samostatné výstavy
- 1972 – Moravská galerie Brno, ČR
- 1973 – Galerie D Praha, ČR
- 1980 – Rozen Galeri Amsterdam, Holandsko
- 1982 – Galerie Am Graben Vídeň, Rakousko; Foster White Gallery Seattle, USA
- 1983 – Ivor Kurland/Summers Gallery Los Angeles, USA
- 1984 – Dům odborů Jihlava, ČR
- 1985 – Galerie Ph. Debray Riihimäki, Finsko
- 1988 – Deutche Bank AG Duisburg, Německo
- 1990 – Galerie Ad Art Vídeň, Rakousko; Café Gallery Vídeň, Rakousko; Galerie Dílo Jihlava, ČR
- 1991 – Gallery Jan Vídeň, Rakousko; Muzeum Pelhřimov, ČR; Galerie MaK Jihlava, ČR
- 1992 – Gallery Arts Temporis Klagenfurt, Rakousko
- 1999 – Glasgalerie Hittfeld Eliška Stölting Hamburg, Německo
- 2000 – Galerie Munster, Německo; Muzeum Pojizeří Semily, ČR; Internationale Glaskunst Ausstellung Rahmen Expo 2000, Německo
- 2001 – International Art Fair Chicago, USA
- 2003 – Galerie Jána Šmoka Jihlava, ČR
- 2011 – Galerie Jedné věci Praha, ČR
- 2012 – Muzeum Chotěboř, ČR; Ústav Umění a Designu, Plzeň, ČR
- 2014 – Glassgalerie Tom Stölting Hamburg, Německo; Galerie Detesk, Železný Brod, ČR

### Společné výstavy
- 1965 – Sklářská výstava v Železném Brodě – rubínová stěna, Jablonec 65 – Mezinárodní výstava bižutérie, Výtvarná soutěž ŽBS, n.p. Železný Brod
- 1966 – 1967 – ASUT – Olomouc, Praha
- 1969 – 1. česká výstava mladých 15 – 26 v Brně
- 1970 – Sklářská výstava v Železném Brodě, Výstava AMO 70 v Šumperku
- 1971 – Internationale Schmuckschau v Mnichově, Jablonec 71 – Mezinárodní výstava bižutérie, Výstava bižutérie v Bratislavě
- 1972 – Proemium 1972 – Český Krumlov
- 1973 – Výstava čs. šperku v SSSR – Moskva, Riga, Talin, Výstava rodáků Třešť, Schmuck 73 – Tendenzen – Pforzheim, Metamorfózy skla – Brno, Výstava českých šperků – Rumunsko, Maďarsko
- 1974 – Jablonec 74 – Mezinárodní výstava bižutérie, Výstava bižutérie v Bratislavě
- 1975 – Výstava IHM Mnichov, Liberečtí výtvarníci vystavují – České Budějovice, Vídeň 75, Edinburgh – The Scottish Arts Council Gallery
- 1976 – London – The Victoria a Albert Museum, Aberdeen – Aberdeen Art Gallery a Museum, Glasgow – Third Eye Centra, Bristol – Arnolfini Gallery, Belfast – Ulster Museum, Newport – Newport Museum a Art Gallery, Kuwait, Basel – Schwizer Mustermesse Basel, Užité umění – Ústí nad Labem, Výtvarní umělci Pojizeří – Malá Skála
- 1977 – Cardiff – National Museum of Wales, Výstava Ústí nad Labem, Varšava – Salón Sztuki, Mladí výtvarní umělci vystavují – Ústí nad Labem, Las Palmas de Gran Canaria-Gal. Cairasco, Belgie – Galerie Embryo
- 1978 – International Smuckschau v Mnichově, Výstava umělci pojizeří – Malá Skála, Soudobý český šperk – Jablonec nad Nisou, Řecko – Athény, Výstava severočeských výtvarných umělců – Praha, Mánes
- 1979 – Výstava severočeských výtvarných umělců – Ústí nad Labem, Textilní a oděvní inspirace – Dvůr Králové, Užité umění mladých českých výtvarníků – SSSR – Vladimir, Užité umění mladých 79 – Praha, Mánes, Výstava šperků a módní přehlídka – Praha, Bertramka
- 1979 – 1980 – SSSR -Moskva, Riga, Vilnius
- 1980 – Jablonec nad Nisou – Výstava k 35. výročí osvobození, Severočeští výtvarní umělci k 35. výročí osvobození – Ústí nad Labem, Pforzheim – Schmuckmuseum, Vídeň – Schmuck International 1900 – 1980, Užité umění mladých českých výtvarníků – NDR – Berlín, Železný Brod – Muzeum horního Pojizeří
- 1981 – Teplice – Výstava severočeských výtvarníků, Výtvarná tvorba na Vysočině – Jihlava, Velké Meziříčí, McLeane – USA, Soudobý český šperk – Cheb
- 1982 – Praha, Bertramka – módní přehlídka
- 1983 – Výstava českého šperku – Havana, Výstava českého šperku – zámek Roztoky, Internationale Schmuckschau 1983 – Mnichov, Museum Swaensteyn – Voorburg – Holandsko, Jablonec 83 – Mez. výstava bižutérie
- 1984 – Jewellery International – American Craft Museum Il, New-York
- 1985 – Umělci Vysočiny – Jihlava, Galerie Nebti – Den Haag – Holandsko, Clara Scremini Gallery – Paříž – Francie, Electrum Gallery/Twentieth century jewellery -Londýn – Anglie
- 1986 – Galerie Huize de Jonge Jacob Leuven – Belgie
- 1987 – OG M. A. Bazovského – Trenčín – Současná česká plastika a skleněný šperk, Moravská galerie Brno – Moravský šperk
- 1989 – ORNAMENTA 1 – International exhibition of contemporary jewellery – Pforzheim 1989
- 1990 – KOV – ŠPERK – Špálova galerie v Praze, Proměny šperku na konci 20. století – Koňská jízdárna – Pražský hrad
- 2008 – Sympozium Skleněná perle – mezinárodní trienále Jablonec nad Nisou 2008, World Jewellery Museum – Seoul, Korea

### Zastoupení ve sbírkách
- Uměleckoprůmyslové muzeum v Praze
- Corning Museum of Glass, Corning, New York
- Moravská galerie v Brně
- Muzeum skla a bižuterie v Jablonci nad Nisou
- Severočeské muzeum v Liberci
- Schmuckmuseum Pforzheim, Německo
- Slovenská národná galéria, Bratislava, Slovensko
- Eliška Stölting – Glass galerie Hittfeld, Hamburg
- World Jewellery Museum, Seoul, Korea
- Dallas Museum of Art, USA

## Ocenění
- 1965 – Výtvarná soutěž Železnobrodského skla: 1. cena celé soutěže za kolekci bižuterních závěsů, 1. cena v kategorii bižuterie, 3. cena v kategorii leptaného skla
- 1966 – 1967 – ASUT: 1. a 2. cena
- 1970 – Výstava AMO v Šumperku: 1. cena za soubor skleněných šperků
- 1971 – Mezinárodní výstava Jablonec 71: zlatá medaile
- 1974 – Mezinárodní výstava Jablonec 74: zlatá cena
- 1983 – Mezinárodní výstava Jablonec 83: cena poroty
- 1984 – Cena časopisu Ornament – Los Angeles, USA

#### Autorské katalogy
- Svatopluk Kasalý: Šperky a objekty ze skla 1968-1972 (text Lea a Karel Holešovští), Moravská galerie v Brně 1972
- Svatopluk Kasalý: Šperky a objekty z skla, SČVU 1973

#### Kolektivní katalogy
- Věra Vokáčová, Dagmar Hejdová, Bijuterii moderne din R.S. Cehoslovacă, 1973
- Jiřina Medková, Metamorfózy skla (Přehlídka současné československé skleněné plastiky), Moravská galerie v Brně 1973
- Arte Checoslovaco - Vidrio, cerámica, joyas y tapices, Sala Cairasco, Las Palmas, Canary Island 1977
- Věra Vokáčová, Věra Maternová, Soudobý československý šperk, Muzeum skla a bižuterie v Jablonci nad Nisou 1978
- Dušan Šindelář, Užité umění mladých ’79, SČVU 1979
- Užité umění 70/80, výstava přírůstků Uměleckoprůmyslového odboru Moravské galerie v Brně, 1980
- Petr Spielmann, Die Kunst Osteuropas im 20. Jahrhundert in öffentlichen Sammlungen der Bundesrepublik Deutschland und Berlins (West), Museum Bochum, 1980, ISBN 3-8093-0062-4
- Dagmar Tučná, Jiří Bárta, Věra Vokáčová, Arte Aplicado Checoslovaco (Miniaturas de Vidrio, Ceramica, Textil y Joyas), Havana 1982
- Karin Webster, Contemporary Czechoslovakian Glass, Foster/White Gallery, Seattle 1982
- Věra Vokáčová, Marián Kvasnička, Súčasný československý umelecký šperk, Galéria Miloša Alexandra Bazovského v Trenčíne 1983
- Věra Vokáčová, Český šperk 1963-1983, Středočeské muzeum, Roztoky 1983
- Alena Křížová, Moravský šperk, Moravská galerie v Brně 1987
- Jan Rous a kol., Sto let českého užitého umění (České užité umění 1885-1985 ze sbírek Uměleckoprůmyslového muzea v Praze k stému výročí založení muzea), 244 s., UPM 1987
- Marián Kvasnička, Danica Lovišková, Súčasná československá sklenená plastika a sklenený šperk, Galéria Miloša Alexandra Bazovského v Trenčíne 1987
- Věra Vokáčová, Kov a šperk: Oborová výstava, Unie výtvarných umělců České republiky 1990
- Alena Křížová, Kov - šperk 1993, Dům umění města Brna 1993
- Jiří Hyliš, Jiří Jirmus, Sdružení výtvarných umělců Vysočiny Jihlava 1997, ISBN 80-901359-8-6
- Alena Křížová, Český šperk 1950-2000 / Czech Jewellery 1950-2000, Správa Pražského hradu 2003
- Milan Jaroš, David Grund, Iva Nesvadbová, Art Prague (6. veletrh současného umění / 6th International Contemporary Art Fair), 2007
- Veronika Schwarzinger, Jiří Šibor, Glass in Czech Jewelry (Contemporary Jewelry), 2009
- Lovers from Prague. Czech Jewellery, World Jewellery Museum, Soul 2010
- Milan Hlaveš, Cena Stanislava Libenského 2010 / Sklo.klasik, FOIBOS Praha 2010, ISBN 978-80-87073-25-4
- Oskar Brůža, Daniel Novák, Vysočina 2013, Sdružení výtvarných umělců Vysočiny Jihlava 2013
- Lenka Patková, Umění Pojizeří, Muzeum a Pojizerská galerie Semily 2015, ISBN  978-80-905890-1-8

#### Souborné publikace
- Věra Vokáčová, Současný šperk, Odeon, Praha 1979
- Antonín Langhamer, Legenda o českém skle, Tigris, Zlín 1999, ISBN 80-86062-02-3
- Alena Křížová, Proměny českého šperku na konci 20. století, Academia, Praha 2002, ISBN 80-200-0920-5
- Iva Knobloch Janáková, Radim Vondráček (eds.), Design v českých zemích 1900-2000, UPM, Acadaemia, Praha 2016, ISBN 978-80-200-2612-5 (Acad.), ISBN 978-80-7101-157-6 (UPM)
- Zuzana Křenková, Vladislava Říhová, Michaela Čadilová (eds.), Sochy a města: Morava (Výtvarné umění ve veřejném prostoru 1945-1989), Univerzita Pardubice, Fakulta restaurování, Litomyšl 2020, ISBN 978-80-7560-279-4

#### Zahraniční publikace
- Schmuck 73 - Tendenzen, Schmuckmuseum Pforzheim 1973
- Ralph Turner, Jewellery in Europe - an exhibition of progressive work, Scottish Arts Council 1975
- Schmuck heute, Schwabe Basel 1976, ISBN 3-7965-0654-2
- Ralph Turner, Contemporary jewellery and critical assessment 1945 – 75, Studio Vista, London – New York, 1976
- Contemporary Czechoslovakian glass, Foster/White Gallery, Seattle 1982
- Suzanne K. Franz, Contemporary Glass: A World Survey from the Corning Museum of Glass, New York 1989
- Michael Erlhoff; Sarah Bodine, Ornamenta 1 internationale Schmuckkunst, München Prestel 1989
- David Watkins, The Best in Contemporary Jewellery, RotoVision, 1993, ISBN 9782880461898
- Barbara Cartlidge, Twentieth-Century Jewelry, Harry N Abrams Inc; 1st edition 1985, ISBN 978-0810916852
- Dona Z. Meilach, Art Jewelry Today, Schiffer Craft 2003, ISBN 978-0764317668
- Ursula Ilse-Neuman, Cornelie Holzach, Jutta-Annette Page, GlassWear: Glass in Contemporary Jewelry, Arnoldsche 2007, ISBN 978-3897902749
- Lovers from Prague, Czech Jewellery, Seoul 2011
- Beyond Liaisons Art jewellery 2011, World Jewellery Museum Seoul 2013